# Ludas Matyi (film, 1949)
A Ludas Matyi Fazekas Mihály azonos című elbeszélő költeményéből 1949-ben forgatott, 1950-ben bemutatott színes, magyar ifjúsági filmvígjáték, melyet Nádasdy Kálmán és Ranódy László rendezett. Ez volt az első teljes hosszában színes magyar film (Radványi Géza 1941-es filmje, A beszélő köntös csak részben volt színes). A filmet közel 5 millióan látták a magyar mozikban, így bekerült a 10 legnézettebb magyar film közé.

## Cselekmény
Az 1820-as években járunk. Matyi, az alföldi libapásztorfiú nagy szegénységben él édesanyjával a népnyúzó földesúr, nagyságos Döbrögi Döme falujában. Tíz lúdjukat egy nap a döbrögi vásárba hajtja, hogy eladja őket, és nekivágjon szerencsét próbálni. A vásárban dézsmát szedő kegyetlen uraság azonban elkobozza az összes lúdját, és még deresre is húzatja a fiút, mert tiszteletlenül viselkedett vele. Matyi a megaláztatást nem hagyja annyiban: a büntetése után rögvest megfogadja a nyilvánosság előtt, hogy „Háromszor veri ezt kenden Ludas Matyi vissza!” Ígéretének kalandos teljesítésében, az egész úri világ móresre tanításában segítői is akadnak.

## Szereplők
- Soós Imre – Ludas Matyi (hangja a film 1961-es változatában Csikos Gábor)
- Solthy György – nsg. Döbrögi[2] Döme (hangja a film 1961-es változatában Greguss Zoltán)
- Horváth Teri – Piros
- Orbán Viola – Piros anyja
- Rajczy Lajos – ispán (hangja a film 1961-es változatában Bessenyei Ferenc)
- Pártos Erzsi – anyó
- Kiss Manyi – Paméla, francia nevelőnő
- Ruttkai Éva – Gyöngyi nsg. kisasszony, Döbrögi lánya
- Görbe János – Gergely
- Somlay Artúr – Mohos professzor (hangja a film 1961-es változatában Kovács Károly)
- Szakáts Miklós – Bogáncs botosispán
- Bozóky István – Nyegriczky Bálint nemesúr (hangja a film 1961-es változatában Szatmári István)
- Balázs Samu, Hlatky László, Horváth Tivadar – vándorszínészek
- Gonda György – kisbíró
- Bánhidi László – vásárbíró
- Szemethy Endre, Tarsoly Elemér – dobosok
- Bihari József – számadó
- Makláry János, ifj. Nádai Pál, Tamás Benő – parasztok
- Győri Ilona, Máthé Erzsi – parasztasszonyok
- Ács Rózsi – Mari néni
- Misoga László – Nyeszli, Döbrögi szakácsa
- Fónay Márta – szakácsnő
- Horkai János – kukta
- Szemes Mari – Julis
- Kelemen Lajos – Döbrögi lovas hajdúja
- Hindi Sándor, Papp János, Lugosi János, Turgonyi Pál, Joó László – hajdúk
- Molnár Tibor – ál-Ludas Matyi
- Képessy József, Bánóczi Dezső – megyei urak
- Pethes Sándor, Mányai Lajos – A vásári hamiskártyások
- Raksányi Gellért – Gazsi
- Garay József – Peti
- Baló Elemér – Boldizsár zsellér
- Koltai Gyula – pruszlikos
- Pongrácz Imre, Berky József – cigányzenészek

További szereplők: Ambrus András, Bay Gyula, Bodnár Jenő, Cs. Aczél Ilona, Földényi László, Kőváry Gyula, Szatmári István, Szigeti Géza és sokan mások.

## Felújítás
Az első teljesen színes mozifilmként a kísérleti Gevacolor filmszalagra készült, amely hamar kifakult. (Hasonló anyagú celluloidra vették fel 1951-ben Keleti Márton Különös házasság és Civil a pályán, valamint Fábri Zoltán Vihar c. filmjét.) A kifakult kópia már csak 3%-ban tartalmazott színeket és a hangcsíkja is erősen sérült.
A film restaurálásával először a Pannónia Filmstúdióban próbálkoztak, de sem a színeket, sem az eredeti hangot nem tudták visszaállítani. A hang reprodukálásához a szereplőkkel újraszinkronizálták. Mivel Soós Imre akkor már nem élt, az ő hangját Csikos Gábor kölcsönözte. Ezt a változatot 1961. július 20-án kilenc budapesti mozi tűzte műsorára, és ez jelent meg később a MOKÉP által kiadott műsoros VHS-kazettán.
A Magyar Nemzeti Filmarchívum 2003. december 5. és 2004. július 31. között digitálisan felújította az eredeti változatot. A hosszadalmas, komplex eljárás során sikerült regenerálni a film eredeti hangsávját és színeit. A felújítás korabeli árakon 18 millió forintba került. A digitálisan felújított változatot premierjét 2004. december 25-én tartották az m1-en, majd 2006. december 4-én DVD-n is kiadták.

## Díjak, elismerések
- 1951: Karlovy Vary – diploma Soós Imre alakításáért
- 2012: a filmet felvették a Magyar Művészeti Akadémia által kiválasztott legjobb 53 magyar alkotás közé

## Érdekességek
- A filmet több helyszínen forgatták, ötven szereplővel és ezerkétszáz falusi statisztával. A főhelyszín Dabas városa volt, ahol a történeti hitelesség miatt az adott utcákról ideiglenesen eltávolították a légkábeleket tartó oszlopokat és a cseréptetős házakat zsúpszalmával fedték be. Döbrögiék kastélya a Halász Móricz-kúria, de látható a helyi református templom és a Nemesi Kaszinó is (a mai Kossuth Művelődési Központ); utóbbinak az udvarán húzták Matyit deresre. A külső felvételek Alsó- és Felsődabason, valamint Sáriban készültek. A vásárt Dömsödön vették fel, Döbrögi első megveretésére pedig Gödöllőn került sor, ahol Matyi egy óriásplatánhoz kötözte az uraságot.
- Főszereplőnek eredetileg Gábor Miklóst képzelték el, de Nádasdy végül Horváth Teri javaslatára főiskolai tanítványát, az alföldi parasztgyerek Soós Imrét választotta.
- Soós Imrét a korhű Esterházy-deresen valóban bántalmazták. A színész utána napokig alig bírt ülni. (A deres egy múltban használt büntetés-végrehajtási eszközként egy támla nélküli vaskos padot jelentett. Az elítéltet ráfektették /a népnyelvben: "deresre húzták"/, a kezeit és lábait vaspántkal rögzítették vagy a deszkák alatt kötözték össze. A rendőrök vagy a börtönőrok ebben a helyzetben csapkodták szíjakkal és kötelekkel az elitélt testét.[3])
- A Szakáts Miklós által alakított Bogáncs szerepét eredetileg Pécsi Sándornak szánták.
- A film Kínában is nagy sikert aratott.

## Televíziós megjelenés
- MTV / MTV-1 / M1, TV-2 / M2, Duna TV / Duna, Gyula TV, Filmmúzeum, Duna World, M3, M5, Magyar Mozi TV